# Maerua thomsonii
Maerua thomsonii är en kaprisväxtart som beskrevs av T, Anders. Maerua thomsonii ingår i släktet Maerua och familjen kaprisväxter. Inga underarter finns listade i Catalogue of Life.